# Сивков, Вадим Александрович
Вади́м Алекса́ндрович Сивков (21 февраля 1925, Усолье, Пермский край — 15 марта 1944, Явкино, Баштанский район, Николаевская область) — участник Великой Отечественной войны, Герой Советского Союза, командир танка 212-го отдельного танкового полка (4-го гвардейского механизированного корпуса, 3-й Украинский фронт) воинское звание — младший лейтенант.

## Биография
Вадим Сивков родился 21 февраля 1925 года в городе Усолье (ныне Пермский край), в семье военнослужащего. Учился в 22-й школе города Ижевск, в 17-й школе города Сарапула. Член ВЛКСМ. По национальности — русский.
Поступил в Казанское танковое училище, через Пастуховский райвоенкомат, по окончании которого в конце 1943 года получил звание младшего лейтенанта и был направлен к месту службы — в 212-й отдельный танковый полк, на вооружении которого состояли американские танки M4A3 «Sherman». С февраля 1944 года в составе отдельного танкового полка принимал участие в боях на 3-м Украинском фронте. Командовал боевой машиной за номером № 017.

## Подвиг
В ночь с 14 на 15 марта 1944 года, ведя бой в селе Явкино, танк Сивкова В. А. и радиста Крестьянинова П. К. попал в противотанковый ров, упёршись в его стену стволом башенного орудия и лишившись возможности двигаться. Механик-водитель сбежал. Израсходовав все боеприпасы единственного доступного им оружия — зенитного пулемёта, младший лейтенант Сивков и рядовой радист Пётр Крестьянинов забаррикадировались в танке, и не желая сдаваться в плен, взорвали окруживших их немцев, танк и себя вместе с ним гранатами. На месте гибели были обнаружены прощальные письма. Похоронены в селе Явкино.

В плен сдаваться не думаем, оставляя по 2—3 патрона для себя. Виновным в аварии прошу считать механика-водителя, который не выполнил моего приказа: повернуть влево. Когда он выскакивал, я не пристрелил его, чтобы не забить люки.

Немцы два раза подходили к танку, но открыть не смогли. В последнюю минуту жизни взорвем гранатами танк, чтобы он не попал врагу. Просим сообщить домой, что мы выполнили свой долг перед Родиной - заняв одним танком Явкино и там погибнув. — Письмо В. А. Cивкова и П. К. Крестьянинова боевым товарищам, 15 марта 1944 года, 6 часов 10 минут.
Указом Президиума Верховного Совета СССР, от 3 июня 1944 года, посмертно присвоено звание Героя Советского Союза.

## Память
- Вадим Александрович Сивков навечно зачислен в списки личного состава воинской части.
- Памятники Герою установлены в городе Сарапул и в селе Явкино.
- Именем Героя названа улица в Ижевске[4].